# Hải Thiện (nhà Thanh)
Hải Thiện (chữ Hán: 海善; 1676 - 1743), Ái Tân Giác La, là một Tông thất của nhà Thanh trong lịch sử Trung Quốc.

## Cuộc đời
Hải Thiện được sinh ra vào giờ Hợi, ngày 23 tháng 4 (âm lịch) năm Khang Hi thứ 15 (1676), trong gia tộc Ái Tân Giác La. Ông là con trai thứ ba của Cung Thân vương Thường Ninh, mẹ ông là Thứ thiếp Trần thị (陈氏). Năm Khang Hi thứ 34 (1695), tháng 4, ông được phong tước Phụng ân Tướng quân (奉恩將軍). Năm thứ 42 (1703), tháng 12, phụ thân ông qua đời, ông được tập tước vị Cung Thân vương đời thứ 2, nhưng Lão Cung vương phủ không phải thừa kế võng thế, nên ông chỉ được phong làm Bối lặc. Năm thứ 51 (1712), tháng 2, vì duyên sự mà ông bị cách tước, tước vi sẽ do anh trai Mãn Đô Hỗ tập tước. Năm Ung Chính thứ 10 (1732), tháng 8, ông được phục phong tước Bối lặc. Năm Càn Long thứ 8 (1743), ngày 26 tháng 2 (âm lịch), giờ Sửu, ông qua đời, thọ 68 tuổi, được truy thụy Hy Mẫn Bối lặc (僖敏貝勒).

## Gia quyến

### Thê thiếp
- Đích Phu nhân: Qua Nhĩ Giai thị (瓜爾佳氏), con gái của Hộ quân Tham lĩnh Hòa Nhĩ Đôn (和爾敦).
- Trắc thất: Triệu Giai thị (趙佳氏), con gái của Hạo Thiện (浩善).
- Thứ thiếp: Thân thị (申氏), con gái của Thân Song Đỉnh (申雙鼎).

### Con trai
1. Long Ải (隆靄; 1694 - 1753), mẹ là Thứ thiếp Thân thị. Làm tới chức Tam đẳng Thị vệ. Có mười lăm con trai.
2. Lộc Mục Bố (祿穆布; 1700 - 1729), mẹ là Trắc thất Triệu Giai thị. Làm tới chức Đầu đẳng Thị vệ. Có tám con trai.